# Бомте
Бомте (њем. Bohmte) општина је у њемачкој савезној држави Доња Саксонија. Једно је од 34 општинска средишта округа Оснабрик. Према процјени из 2010. у општини је живјело 13.158 становника. Посједује регионалну шифру (AGS) 3459013.

## Географски и демографски подаци
Бомте се налази у савезној држави Доња Саксонија у округу Оснабрик. Општина се налази на надморској висини од 49 метара. Површина општине износи 110,8 km². У самом мјесту је, према процјени из 2010. године, живјело 13.158 становника. Просјечна густина становништва износи 119 становника/km².

## Међународна сарадња
| Мјесто | Држава    | Врста сарадње | Од    |
| ------ | --------- | ------------- | ----- |
| Болбек | Француска | партнерство   | 1969. |
| Извор  |           |               |       |